# Чигиринська міська рада
Чигири́нська міська́ ра́да — адміністративно-територіальна одиниця та орган місцевого самоврядування в Чигиринському районі Черкаської області. Адміністративний центр — місто Чигирин.

## Загальні відомості
Чигиринська міська рада утворена в 1954 році.
- Територія ради: 14,12 км²
- Населення ради: 12 189 осіб (станом на 2001 рік)
- Територією ради протікають річки Тясмин, річка Ірклій

## Населені пункти
Міській раді підпорядковані населені пункти:
- м. Чигирин
- с-ще Чернече

## Склад ради
Рада складається з 36 депутатів та голови.
- Голова ради: Харченко Віктор Анатолійович
- Секретар ради: Ременюк Ростислав Петрович

### Керівний склад попередніх скликань
| Прізвище, ім'я, по батькові | Основні відомості                                                       | Дата обрання | Дата звільнення |
| --------------------------- | ----------------------------------------------------------------------- | ------------ | --------------- |
| Братчик Володимир Іванович  | Міський голова, 1936 року народження, безпартійний                      | 03.06.2007   | 31.10.2010      |
| Тимченко Сергій Олексійович | Міський голова, 1974 року народження, освіта вища, член Партії регіонів | 31.10.2010   | 05.11.2014      |

Примітка: таблиця складена за даними сайту Верховної Ради України

### Депутати
За результатами місцевих виборів 2010 року депутатами ради стали:

#### За суб'єктами висування
| Суб'єкт висування                                       | Кількість обраних депутатів | %    |
| ------------------------------------------------------- | --------------------------- | ---- |
| Партія регіонів                                         | 24                          | 66,7 |
| Політична партія Всеукраїнське об'єднання «Батьківщина» | 3                           | 8,3  |
| Комуністична партія України                             | 2                           | 5,6  |
| Соціалістична партія України                            | 2                           | 5,6  |
| Українська Народна Партія                               | 2                           | 5,6  |
| Народна партія                                          | 1                           | 2,8  |
| Політична партія «Сильна Україна»                       | 1                           | 2,8  |
| Українська селянська демократична партія                | 1                           | 2,8  |

#### За округами
| № округу                                                | Прізвище, ім'я, по батькові       | Дата визнання обраним | Освіта  | Партійна приналежність                        | Відомості про обраного депутата                                          |
| ------------------------------------------------------- | --------------------------------- | --------------------- | ------- | --------------------------------------------- | ------------------------------------------------------------------------ |
| Комуністична партія України                             |                                   |                       |         |                                               |                                                                          |
| б/м                                                     | Жилка Сергій Миколайович          | 05.11.2010            | середня | позапартійний                                 | приватний підприємець                                                    |
| б/м                                                     | Дубашевський Сергій Володимирович | 05.11.2010            | вища    | позапартійний                                 | Чигиринський навчально-виховний комплекс № 3, вчитель                    |
| Народна Партія                                          |                                   |                       |         |                                               |                                                                          |
| 12                                                      | Бордуніс Сергій Миколайович       | 05.11.2010            | вища    | член Народної партії                          | приватний підприємець                                                    |
| Партія регіонів                                         |                                   |                       |         |                                               |                                                                          |
| б/м                                                     | Мальований Андрій Володимирович   | 05.11.2010            | вища    | член Партії регіонів                          | Дитячо-юнацька спортивна школа, тренер                                   |
| б/м                                                     | Сорока Олександр Миколайович      | 05.11.2010            | вища    | член Партії регіонів                          | Чигиринська центральна лікарня, завідувач хірургічного відділення        |
| б/м                                                     | Бунь Олег Олександрович           | 05.11.2010            | вища    | член Партії регіонів                          | Приватне АТ "Страхова група «ТАС», керуючий                              |
| б/м                                                     | Іродюк Олександр Володимирович    | 05.11.2010            | вища    | член Партії регіонів                          | ДП «Чигиринське лісове господарство», головний лісничий                  |
| б/м                                                     | Демиденко Олександр Юхимович      | 05.11.2010            | вища    | член Партії регіонів                          | ТОВ «Консервний завод», генеральний директор                             |
| б/м                                                     | Брайченко Сергій Миколайович      | 05.11.2010            | вища    | член Партії регіонів                          | фізична особа-підприємець                                                |
| б/м                                                     | Калашник Олексій Анатолійович     | 05.11.2010            | вища    | позапартійний                                 | Свято-Михайлівський храм, настоятель храму с. Полуднівка                 |
| б/м                                                     | Череватенко Юрій Олексійович      | 05.11.2010            | вища    | член Партії регіонів                          | Благодійний фонд «Благе діло», соціальний працівник                      |
| б/м                                                     | Ханько Валентин Іванович          | 05.11.2010            | середня | член Партії регіонів                          | Спілка власників гаражів «Авто 2004», голова правління                   |
| б/м                                                     | Майборода Олександр Анатолійович  | 05.11.2010            | вища    | позапартійний                                 | Чигиринський РВ УМВС в Черкаській області СДПЧ-21, заступник начальника  |
| 1                                                       | Фесуненко Ольга Миколаївна        | 05.11.2010            | вища    | член Партії регіонів                          | Редакція газети «Чигиринські вісті», редактор                            |
| 2                                                       | Перевізник Світлана Олександрівна | 05.11.2010            | вища    | член Партії регіонів                          | Відділ у справах сім'ї, молоді та спорту Чигиринської РДА, начальник     |
| 3                                                       | Синяков Віталій Федорович         | 05.11.2010            | вища    | член Партії регіонів                          | Відділ освіти Чигиринської РДА, заступник начальника                     |
| 5                                                       | Загоруйко Олександр Володимирович | 05.11.2010            | вища    | член Партії регіонів                          | Відділ культури і туризму Чигиринської РДА, головний бухгалтер           |
| 6                                                       | Мерешко Валентина Михайлівна      | 05.11.2010            | вища    | член Партії регіонів                          | Районний комітет профспілки, голова                                      |
| 7                                                       | Іщенко Неля Ігорівна              | 05.11.2010            | вища    | член Партії регіонів                          | КП «Чигиринське», в.о. начальника                                        |
| 9                                                       | Яценко Тетяна Миколаївна          | 05.11.2010            | вища    | член Партії регіонів                          | Центральна районна аптека № 118, завідувачка                             |
| 10                                                      | Коцуренко Сергій Степанович       | 05.11.2010            | вища    | член Партії регіонів                          | Чигиринський технікум УДАУ, директор                                     |
| 11                                                      | Буханець Степан Іванович          | 05.11.2010            | вища    | член Партії регіонів                          | фізична особа-підприємець                                                |
| 13                                                      | Довгий Олександр Михайлович       | 05.11.2010            | вища    | член Партії регіонів                          | фізична особа-підприємець                                                |
| 14                                                      | Гама Віктор Миколайович           | 05.11.2010            | середня | член Партії регіонів                          | фізична особа-підприємець                                                |
| 15                                                      | Павленко Катерина Вікторівна      | 05.11.2010            | вища    | член Партії регіонів                          | Виробничо-торговельна фірма «Вікторія», директор                         |
| 16                                                      | Чепурний Олександр Іванович       | 05.11.2010            | вища    | член Партії регіонів                          | Національний історико-культурний заповідник «Чигирин», завідувач відділу |
| 17                                                      | Гресь Валентина Іванівна          | 05.11.2010            | вища    | член Партії регіонів                          | Будинок дитячо-юнацької творчості, керівник гуртка                       |
| Політична партія Всеукраїнське об'єднання «Батьківщина» |                                   |                       |         |                                               |                                                                          |
| б/м                                                     | Невгоденко Катерина Григорівна    | 05.11.2010            | вища    | член Всеукраїнського об'єднання «Батьківщина» | Відділ освіти РДА, методичний кабінет, методист                          |
| б/м                                                     | Вельченко Володимир Анатолійович  | 05.11.2010            | вища    | член Всеукраїнського об'єднання «Батьківщина» | «Чигирин-Гео», директор                                                  |
| б/м                                                     | Корецький Віктор Миколайович      | 05.11.2010            | середня | член Всеукраїнського об'єднання «Батьківщина» | ТОВ «Системи безпеки», охоронець                                         |
| Політична партія «Сильна Україна»                       |                                   |                       |         |                                               |                                                                          |
| б/м                                                     | Руденко Олександр Аркадійович     | 05.11.2010            | вища    | член Політичної партії «Сильна Україна»       | СТОВ «Інкубатор», директор                                               |
| Соціалістична партія України                            |                                   |                       |         |                                               |                                                                          |
| б/м                                                     | Порожня Лариса Володимирівна      | 05.11.2010            | вища    | член Соціалістичної партії України            | Чигиринська міська рада, секретар                                        |
| б/м                                                     | Шаповалов Руслан Васильович       | 05.11.2010            | вища    | член Соціалістичної партії України            | Чигиринська міська рада, керуючий справами виконкому                     |
| Українська Народна Партія                               |                                   |                       |         |                                               |                                                                          |
| 8                                                       | Щербина Василь Михайлович         | 05.11.2010            | вища    | член Української Народної Партії              | Чигиринська районна СЕС, лікар з комунальної гігієни                     |
| 18                                                      | Любченко Володимир Іванович       | 05.11.2010            | вища    | член Української Народної Партії              | приватний підприємець                                                    |
| Українська селянська демократична партія                |                                   |                       |         |                                               |                                                                          |
| 4                                                       | Шпичак Анатолій Васильович        | 05.11.2010            | вища    | позапартійний                                 | ТОВ «Чигиринзерно», директор МТС                                         |